# Хрусталёв, Павел Иванович
Павел Иванович Хрусталёв (1922—1944) — советский военный лётчик разведывательной авиации в годы Великой Отечественной войны, Герой Советского Союза (18.08.1945, посмертно). Гвардии старший лейтенант.

## Биография
Павел Иванович Хрусталёв родился 28 февраля 1922 года в деревне Ивановское — ныне сельское поселение «Деревня Совьяки» Боровского района Калужской области. Затем вместе с родителями переехал в город Боровск и проживал на улице Володарского в доме № 23 (ныне после перенумерации № 25). В 1940 году окончил 10 классов Боровской средней школы № 1.
В 1940 году Боровским районным военным комиссариатом был призван в ряды Красной Армии. В 1942 году окончил Канское военное авиационное училище (школу) стрелков-бомбардиров. С 8 августа 1942 года в действующей армии на фронтах Великой Отечественной войны.
К октябрю 1944 года гвардии старший лейтенант Павел Хрусталёв был старшим лётчиком-наблюдателем 99-го гвардейского Отдельного разведывательного авиаполка 15-й воздушной армии 2-го Прибалтийского фронта. К тому времени он совершил 109 боевых вылетов на воздушную разведку и аэрофотосъёмку наземных сил противника. 10 октября 1944 года во время очередного боевого вылета в районе городов Добеле и Ауце Латвийской ССР самолёт с экипажем в составе: пилот А. А. Гатауллин, штурман (лётчик-наблюдатель) П. И. Хрусталёв, стрелок-радист Д. Е. Никулин был подбит, экипаж направил горящую машину на скопление немецкой артиллерии, погибнув при взрыве. Павел Иванович Хрусталёв похоронен на воинском кладбище в г. Добеле (Латвия).
Указом Президиума Верховного Совета СССР от 18 августа 1945 года за «мужество и героизм, включающий самопожертвование, проявленные при выполнении разведывательных полётов» гвардии старший лейтенант Павел Хрусталёв посмертно был удостоен высокого звания Героя Советского Союза. Тем же указом звание Героя Советского Союза было посмертно присвоено пилоту Анвару Гатауллину. Третий член экипажа, стелок-радист Дмитрий Никулин, был удостоен геройского звания в августе 1944 года.

## Награды
- Герой Советского Союза (18.08.1945, посмертно)
- Орден Ленина (18.08.1945, посмертно)
- Два ордена Красного Знамени
- Два ордена Отечественной войны 1-й степени
- Медаль «За отвагу»[5]

## Память
- Именем героя в 1963 году названа улица в Боровске[6].
- В честь Павла Ивановича Хрусталёва в Боровске на Аллее Героев мемориала Вечный огонь установлена стела[7].
- Долгие годы пионерская дружина Боровской средней школы № 1 носила имя Павла Хрусталёва[8].
- В 2016 году в Боровске на доме, где проживал Павел Иванович Хрусталёв, установлена Памятная доска[9][10].
- Именем героя названа улица в городе Севастополе.